# Open Database License
La Open Database License od ODbL ("Licenza aperta per banche dati") è una license d'uso per banche dati offerta dalla Open Knowledge Foundation nell'ambito del progetto Open Data Commons e nota per essere la licenza con cui sono pubblicati i dati di OpenStreetMap.
È nata nel 2009 per rispondere alla mancanza di licenze aperte pensate per attribuire correttamente una licenza d'uso per il diritto sui generis del costitutore di banche dati, particolare diritto esistente solo in Unione Europea. Le note licenze Creative Commons, infatti, erano state inizialmente concepite per fornire in licenza i diritti d'autore e i diritti connessi, ma non contenevano adeguati riferimenti al diritto sui generis. Nel 2013, con la messa a disposizione della versione 4.0, anche le licenze Creative Commons sono state modificate in tal senso e risultano quindi utilizzabili senza problemi per le banche dati.

## Condizioni
In sintesi  la licenza permette di:
- Condividere (share): copiare, distribuire e utilizzare il database.
- Creare (create): realizzare opere dal database.
- Adattare (adapt): modificare, trasformare e sviluppare il database.

e obbliga a:
- Attribuire (attribute): È necessario attribuire la paternità della banca dati ad ogni suo utilizzo pubblico e ad ogni utilizzo di un database derivato dalla banca dati originale secondo le modalità specificate dalla licenza. Per qualsiasi utilizzo o distribuzione del database, o di lavori da esso derivati, si deve dichiarare in modo chiaro la licenza sotto cui il database è messo a disposizione e mantenere intatti gli eventuali di copyright relativi al database originale.
- Condividere allo stesso modo (share-alike): se viene pubblicato il database con una qualsiasi modifica rispetto all'originale, o vengono prodotte ulteriori opere in base ad una sua modifica, è obbligatorio distribuire questa versione del database modificata secondo la licenza ODbL.
- Mantenere aperto (Keep open): Il database stesso (o una sua versione modificata) può essere redistribuito anche attraverso misure tecnologiche che ne restringono l'uso (ad esempio con forme di Digital Rights Management) a patto che sia sempre disponibile una versione aperta priva di queste restrizioni.

Il testo in italiano è reperibile alle pagine del chapter italiano di Open Knowledge International

## Casi di successo
In data 14 dicembre 2010 il Comune di Parigi ha votato una risoluzione che approva "la licenza Open dati relativi alla diffusione da parte della Città di Parigi dati pubblici in suo possesso"